# Gmina Dobrepolje
Gmina Dobrepolje (słoweń.: Občina Dobrepolje) – gmina w Słowenii. W 2002 roku liczyła 3500 mieszkańców.

## Miejscowości
Miejscowości wchodzące w skład gminy Dobrna:

- Bruhanja vas
- Cesta
- Četež pri Strugah
- Hočevje
- Kolenča vas
- Kompolje
- Lipa
- Mala vas
- Paka
- Podgora
- Podgorica
- Podpeč
- Podtabor
- Ponikve – siedziba gminy
- Potiskavec
- Predstruge
- Pri Cerkvi-Struge
- Rapljevo
- Tisovec
- Tržič
- Videm
- Vodice
- Zagorica
- Zdenska vas